# Mechanical Animals Tour
Mechanical Animals Tour — світовий концертний тур американського рок-гурту Marilyn Manson. Він стартував на підтримку третього студійного альбому Mechanical Animals, який було видано 14 вересня 1998 р. У 1999 вийшов відеоальбом God Is in the T.V., до якого увійшов матеріал відзнятий протягом гастролів.
Європейський фестивальний етап мав стати першим у турі. Він складався з 6 дат і мав тривати з 25 червня 1998 по 12 липня 1999 р. Через захворювання барабанщика Джинджера Фіша на мононуклеоз початок туру перенесли на 25 жовтня 1998, а літній етап скасували.

## Інциденти
Як і попередній тур Dead to the World Tour Mechanical Animals Tour спричинив хвилю протестів релігійних і громадських груп. Перший такий випадок трапився 19 жовтня 1998. За місяць до концерту в Сірак'юсі місцеві активісти вимагали скасувати шоу. За інформацією «Associated Press», тодішній міський голова Рой Бернарді намагався заборонити виступ через «моральні зобов'язання перед мешканцями Сірак'юс». Чиновники з округу Онондаґа також погрожували не надати з фондів округу $30 тис. призначених театру «Landmark Theatre». Попри це представники закладу почали продавати квитки у запланований день, концерт відбувся за розкладом.

## Північноамериканський сет-ліст
1. «The Reflecting God»
2. «Great Big White World»
3. «Cake and Sodomy»
4. «Posthuman»
5. «Mechanical Animals»
6. «I Want to Disappear»
7. «Sweet Dreams (Are Made of This)»
8. «The Speed of Pain»
9. «Rock Is Dead»
10. «The Dope Show»
11. «Lunchbox»
12. «User Friendly»
13. «I Don't Like the Drugs (But the Drugs Like Me)»
14. «Rock 'n' Roll Nigger»
15. «The Beautiful People»
16. «Irresponsible Hate Anthem»

## Європейський/Азійський сет-ліст
1. «Inauguration of the Mechanical Christ»
2. «The Reflecting God»
3. «Great Big White World»
4. «Cake and Sodomy»
5. «Sweet Dreams (Are Made of This)»
6. «Astonishing Panorama of the Endtimes»
7. «Rock Is Dead»
8. «The Dope Show»
9. «Lunchbox»
10. «I Don't Like the Drugs (But the Drugs Like Me)»
11. «Rock 'n' Roll Nigger»
12. «The Beautiful People»

## Учасники
- Мерілін Менсон — вокал
- Джон 5 — гітара
- Твіґґі Рамірез — бас-гітара
- Мадонна Вейн Ґейсі — клавішні
- Джинджер Фіш — барабани

## Дати концертів
| №                | Дата              | Місто                           | Країна          | Місце проведення                      |
| Європа           | Європа            | Європа                          | Європа          | Європа                                |
| ---------------- | ----------------- | ------------------------------- | --------------- | ------------------------------------- |
| 1                | 25 червня 1998    | Роскілле                        | Данія           | Roskilde Festival (Скасовано)         |
| 2                | 27 червня 1998    | Бург                            | Нідерланди      | Waldrock Festival (Скасовано)         |
| 3                | 28 червня 1998    | Десел                           | Бельгія         | Graspop Metal Meeting (Скасовано)     |
| 4                | 30 червня 1998    | Крістіансанн                    | Норвегія        | Odderøya Amfi (Скасовано)             |
| 5                | 9 липня 1998      | Фрауенфельд                     | Німеччина       | Out in the Green Festival (Скасовано) |
| 6                | 12 липня 1998     | Цвікау                          | Німеччина       | Full Force Open Air (Скасовано)       |
| Північна Америка |                   |                                 |                 |                                       |
| 7                | 25 жовтня 1998    | Лоуренс, штат Канзас            | США             | Granada                               |
| 8                | 26 жовтня 1998    | Канзас-Сіті, штат Канзас        | США             | Memorial Hall                         |
| 9                | 27 жовтня 1998    | Сент-Луїс, штат Міссурі         | США             | Fox Theater                           |
| 10               | 29 жовтня 1998    | Мілвокі, штат Вісконсин         | США             | Riverside Theatre                     |
| 11               | 30 жовтня 1998    | Чикаго, штат Іллінойс           | США             | Aragon Ballroom                       |
| 12               | 31 жовтня 1998    | Сент-Пол, штат Міннесота        | США             | Roy Wilkins Auditorium                |
| 13               | 3 листопада 1998  | Талса, штат Оклахома            | США             | Brady Theatre                         |
| 14               | 4 листопада 1998  | Г'юстон, штат Техас             | США             | Aerial Theatre                        |
| 15               | 5 листопада 1998  | Даллас, штат Техас              | США             | Bronco Bowl                           |
| 16               | 7 листопада 1998  | Новий Орлеан, штат Луїзіана     | США             | State Theatre                         |
| 17               | 9 листопада 1998  | Атланта, штат Джорджія          | США             | Tabernacle                            |
| 18               | 10 листопада 1998 | Шарлотт, штат Північна Кароліна | США             | Ovens Auditorium                      |
| 19               | 11 листопада 1998 | Ричмонд, штат Вірджинія         | США             | Landmark Theater                      |
| 20               | 13 листопада 1998 | Камден, штат Нью-Джерсі         | США             | Sony Blockbuster Pavilion             |
| 21               | 14 листопада 1998 | Клівленд, штат Огайо            | США             | Cleveland Music Hall                  |
| 22               | 16 листопада 1998 | Детройт, штат Мічиган           | США             | State Theatre                         |
| 23               | 18 листопада 1998 | Міссісога                       | Канада          | Arrow Hall                            |
| 24               | 19 листопада 1998 | Сірак'юс, штат Нью-Йорк         | США             | Landmark Theatre                      |
| 25               | 21 листопада 1998 | Покіпсі, штат Нью-Йорк          | США             | Mid-Hudson Civic Center               |
| 26               | 22 листопада 1998 | Лоуелл, штат Массачусетс        | США             | Tsongas Arena                         |
| 27               | 23 листопада 1998 | Нью-Йорк, штат Нью-Йорк         | США             | Hammerstein Ballroom                  |
| Європа           |                   |                                 |                 |                                       |
| 28               | 27 листопада 1998 | Барселона                       | Іспанія         | Pavello de la D'Hebron                |
| 29               | 28 листопада 1998 | Більбао                         | Іспанія         | Pabellon de la Castilla               |
| 30               | 30 листопада 1998 | Лісабон                         | Португалія      | Pavilhão Multiusos                    |
| 31               | 1 грудня 1998     | Мадрид                          | Іспанія         | Palacio de la Commidad                |
| 32               | 4 грудня 1998     | Мілан                           | Італія          | Palavobis                             |
| 33               | 9 грудня 1998     | Копенгаген                      | Данія           | KB Halle                              |
| 34               | 10 грудня 1998    | Осло                            | Норвегія        | Rockefeller Music Hall                |
| 35               | 11 грудня 1998    | Стокгольм                       | Швеція          | Stockholm Arena                       |
| 36               | 13 грудня 1998    | Гамбург                         | Німеччина       | Grosse Freiheit 36                    |
| 37               | 14 грудня 1998    | Тілбург                         | Нідерланди      | 013                                   |
| 38               | 16 грудня 1998    | Кельн                           | Німеччина       | E-Werk                                |
| 39               | 17 грудня 1998    | Лондон                          | Велика Британія | Brixton Academy                       |
| 40               | 18 грудня 1998    | Дейнзе                          | Бельгія         | Breilpoort                            |
| 41               | 19 грудня 1998    | Париж                           | Франція         | Le Zénith                             |
| Північна Америка |                   |                                 |                 |                                       |
| 42               | 31 грудня 1998    | Лас-Вегас, штат Невада          | США             | The Joint                             |
| Азія             |                   |                                 |                 |                                       |
| 43               | 8 січня 1999      | Токіо                           | Японія          | NK Hall                               |
| 44               | 9 січня 1999      | Токіо                           | Японія          | NK Hall                               |
| 45               | 11 січня 1999     | Осака                           | Японія          | Zepp                                  |
| 46               | 12 січня 1999     | Осака                           | Японія          | Zepp                                  |
| Big Day Out      |                   |                                 |                 |                                       |
| 47               | 15 січня 1999     | Окленд                          | Нова Зеландія   | Ericcson Stadium                      |
| 48               | 17 січня 1999     | Ґолд-Кост                       | Австралія       | Gold Coast Parklands                  |
| 49               | 23 січня 1999     | Сідней                          | Австралія       | Sydney Showgrounds                    |
| 50               | 26 січня 1999     | Мельбурн                        | Австралія       | Melbourne Showgrounds                 |
| 51               | 29 січня 1999     | Аделаїда                        | Австралія       | Adelaide Showgrounds                  |
| 52               | 31 січня 1999     | Перт                            | Австралія       | Bassendean Oval                       |